# Landesregierung Josef Krainer senior IV
Die Landesregierung Josef Krainer sen. IV wurde nach der Steiermärkischen Landtagswahl 1957 vom Steiermärkischen Landtag ernannt. Sie bestand vom 9. April 1957 bis zum 11. April 1961. Gemäß Proporzsystem wurden neben den fünf ÖVP-Mandaten vier SPÖ-Mandate vergeben. Die FPÖ, Nachfolgerpartei der WdU, verlor ihr Regierungsmandat.

## Regierungsmitglieder
| Amt                                                     | Name                      | Partei | Ressorts |
| ------------------------------------------------------- | ------------------------- | ------ | -------- |
| Landeshauptmann                                         | Josef Krainer senior      | ÖVP    |          |
| Landeshauptmann-Stellvertreter                          | Fritz Matzner             | SPÖ    |          |
| Landeshauptmann-Stellvertreter                          | Tobias Udier              | ÖVP    |          |
| Landesrat                                               | Ferdinand Prirsch         | ÖVP    |          |
| Landesrat                                               | Hanns Koren               | ÖVP    |          |
| Landesrat                                               | Adalbert Sebastian        | SPÖ    |          |
| Landesrat                                               | Alfred Schachner-Blazizek | SPÖ    |          |
| Landesrat                                               | Maria Matzner             | SPÖ    |          |
| Landesrat                                               | Karl Brunner              | ÖVP    |          |
| Vorzeitig ausgeschiedene Mitglieder der Landesregierung |                           |        |          |
| Landeshauptmann-Stellvertreter                          | Norbert Horvatek          | SPÖ    |          |